# Sébastien Vaillant
Sébastien Vaillant (Vigny, 26 mei 1669 - Parijs, 20 mei 1722) was een Frans arts en botanicus.

## Leven
Vaillant werd geboren op 26 mei 1669 in Vigny. Hij studeerde medicijnen in een ziekenhuis in Pontoise. Daarna ging hij naar Parijs om Plantkunde te gaan studeren in de Jardin des Plantes. In 1702 werd hij benoemd tot de staf van de Jardin des Plantes en in 1708 werd hij gevraagd om demonstrator te worden in de tuin. Vaillant onderzocht vooral de orgaanfuncties bij planten. In 1714 kreeg hij toestemming om een broeikas te bouwen om vetplanten te bestuderen. Hiermee introduceerde hij broeikassen in het Franse tuinieren. In 1716 werd hij lid van de Academie van Wetenschappen.
De afkorting Vaill. wordt gebruikt bij alle planten die hij heeft beschreven.